# شریان‌های پشتی انگشت دست
شریان‌های پشتی انگشت دست از دو شاخه شدن شریان‌های متاکارپ پشتی به وجود می‌آیند. آنها در کناره‌ها و قسمت‌های پشتی انگشت میانی، انگشت حلقه و انگشت کوچک حرکت کرده و با سرخرگ‌های اصلی کف‌دستی انگشتان ارتباط برقرار می‌کنند.
شریان‌های پشتی انگشت دست در کنار اعصاب پشتی انگشت منشعب از عصب زند زبرین حرکت می‌کنند.